# Janvier 1841

## Événements

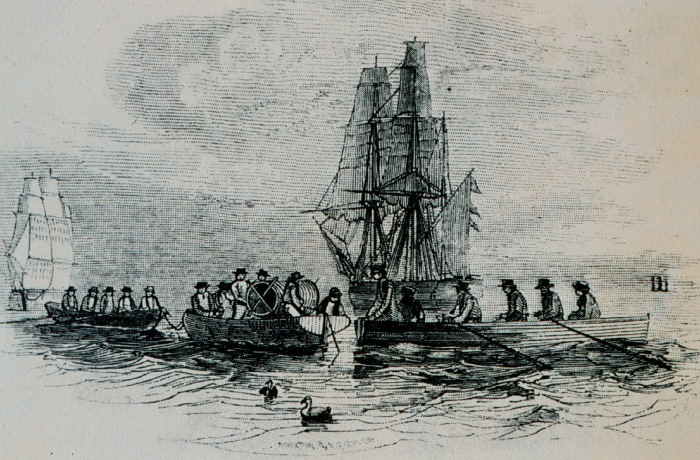
L'Erebus et le Terror, navires de James Clark Ross

- France : François Buloz hésite à insérer l'article de Gobineau sur Capo d'Istria, malgré l'avis favorable de Charles de Rémusat. Gobineau escompte que cet article soulèvera des critiques de la part des amis de Capo d'Istria. La Revue de l'Orient des Scelti semble prendre bonne tournure.

- 7 janvier : Victor Hugo est élu à l'Académie française au fauteuil de Népomucène Lemercier au premier tour par 17 voix contre 15 à Jacques-François Ancelot.

- 20 janvier (Chine) : première occupation de Hong Kong par le Royaume-Uni.
  - Janvier : alors que se poursuivent les négociations, les Britanniques s’emparent des forteresses à l’extérieur de Humen.
  - En mai, ils occupent Hong Kong où de violents incidents les opposent à la foule chinoise.
  - D’août à octobre, la flotte britannique s’empare de nombreuses villes le long du Yangzi Jiang. Les Britanniques obtiennent pour la première fois l’égalité diplomatique et la concession de Hong Kong. L’accord est dénoncé et les combats reprennent.

- 25 janvier, France : Alphonse de Lamartine prononce un discours contre le projet Adolphe Thiers de fortification de Paris.

- 28 janvier :
  - Découverte de la Barrière de Ross, en Antarctique, par James Clark Ross.
  - Léopoldine Hugo va à son premier bal.

## Naissances
- 2 janvier : Émile Hilaire Amagat (mort en 1915), physicien français.
- 14 janvier : Berthe Morisot, peintre française.
- 23 janvier : Constant Coquelin, comédien français.
- 28 janvier : Henry Morton Stanley, explorateur continent d'Afrique.
- 30 janvier : Félix Faure futur président de la République française.

## Décès
- 15 janvier : Arend Friedrich August Wiegmann (né en 1802), zoologiste allemand ;
- 29 janvier : Pierre Paté-Desormes (né en 1777), peintre français.